# Аз ще ви покажа!
„Аз ще ви покажа!“ (на полски: Ja wam pokażę) е полски романтичен филм от 2006 година на режисьора Денис Делиц.

## Актьорски състав
- Гражина Волшчак – Юдита Козловска
- Павел Делонг – Адам
- Цезари Пазура – Томаш Козловски
- Мария Никлинска – Тоша
- Кшищоф Ковалевски – баща на Юдита
- Мапта Липинска – майка на Юдита
- Ханка Белицка – леля на Юдита
- Мечислав Громбка – редактор
- Тадеуш Шимков – Кохаш
- Анна Прус – Йола
- Анна Корч – Злошлива
- Агнешка Пилашевска – Ула
- Валдемар Блашщик – Кшищоф
- Бартош Обухович – приятел на Тоша
- Катажина Грохола – фея